# Saccocirrus major
Saccocirrus major är en ringmaskart som beskrevs av Perantoni 1907. Saccocirrus major ingår i släktet Saccocirrus, och familjen Saccocirridae. Arten har ej påträffats i Sverige. Inga underarter finns listade.